# نظریه زیبایی‌شناسی (کتاب)
نظریه زیبایی‌شناسی (به انگلیسی: Aesthetic Theory)، کتابی است از تئودور آدورنو، فیلسوف آلمانی، که از پیش‌نویس‌هایی که بین سال‌های ۱۹۵۶ تا ۱۹۶۹ نوشته شده بود، استخراج شد و در نهایت پس از مرگ او در سال ۱۹۷۰ منتشر شد. اگرچه این کتاب با مطالعه فلسفی هنر عجین است، اما کتابی بین‌رشته‌ای است و عناصری از فلسفه سیاسی، جامعه‌شناسی، متافیزیک و دیگر جستجوهای فلسفی را با روش‌شناسی مرزبندی آدورنو در بر می‌گیرد.
آدورنو با در نظر گرفتن پیامدهای سیاسی-اجتماعی این پیشرفت، تکامل تاریخی هنر را به حالت متناقض آن «نیمه خودمختاری» در مدرنیته سرمایه‌داری بازمی‌گرداند. برخی از منتقدان این اثر را اثر بزرگ آدورنو توصیف کرده‌اند و آن را در زمره مهم‌ترین آثار زیبایی‌شناسی منتشرشده در قرن بیستم قرار داده‌اند.

## خلاصه
در نظریه زیبایی‌شناسی، آدورنو نه تنها به دغدغه‌های زیبایی‌شناختی استانداردی مانند کارکرد زیبایی و تعالی در هنر، بلکه به روابط بین هنر و جامعه نیز توجه دارد. او احساس می‌کند که آزادی هنر مدرن از محدودیت‌هایی مانند کارکردهای فرقه‌ای و امپراتوری که در دوره‌های پیشین هنر آزاردهنده بود، منجر به گسترش ظرفیت انتقادی هنر و افزایش خودمختاری شده‌است. با این استقلال گسترده، مسئولیت هنر در قبال تفسیر اجتماعی افزایش می‌یابد. آدورنو احساس نمی‌کند که محتوای آشکارا سیاسی، بزرگ‌ترین نقطه قوت انتقادی هنر است: بلکه او از نوع انتزاعی‌تری از «محتوای حقیقت» (Wahrheitsgehalt) دفاع می‌کند. بر خلاف زیبایی‌شناسی کانتی یا ایده‌آلیستی، زیبایی‌شناسی آدورنو محتوای حقیقت را به‌جای درک سوژه، در ابژه هنری قرار می‌دهد. چنین محتوایی تحت‌تأثیر خودآگاهی هنر به‌دلیل دوری ضروری آن از جامعه است که در مواردی مانند ناهماهنگی‌های ذاتی هنر مدرن قابل درک است. حقیقت-محتوا در نهایت در رابطه بین تعاملات دیالکتیکی متعددی یافت می‌شود که از موقعیت (های) اثر هنری نسبت به موضوع و سنت اجتماعی بزرگ‌تر و همچنین دیالکتیک درونی، درون خود اثر پدید می‌آیند. آدورنو در سراسر کتاب از ساموئل بکت نمایش‌نامه‌نویسی که کتاب به او تقدیم شده بود، تمجید می‌کند.

## تاریخچه
نظریه زیبایی‌شناسی توسط گرتل آدورنو (همسر) و رولف تیدمان، از پیش‌نویس‌های کاری آدورنو ویرایش شد. این کتاب از دست‌نوشته‌های ناتمامی که آدورنو بین ۴ مه ۱۹۶۱ و ۱۶ ژوئیه ۱۹۶۹ نوشته بود، جمع‌آوری شد، که بیش‌تر آن‌ها بین ۲۵ اکتبر ۱۹۶۶ و ۲۴ ژانویه ۱۹۶۸ بوده‌است. یک سری اصلاحات بین سپتامبر ۱۹۶۸ و ژوئیه ۱۹۶۹، چند هفته قبل از مرگ او در اوت همان سال انجام شد.

### کتابشناسی - فهرست آثار
- آدورنو، تئودور دبلیو. تئوری زیبایی‌شناسی. اد. گرتل آدورنو و رولف تیدمن فرانکفورت آم ماین: Suhrkamp Verlag، ۱۹۷۰.
- ———. نظریه زیبایی‌شناسی. اد. گرتل آدورنو و رولف تیدمن ترانس. کریستین لنهارت لندن و بوستون: روتلج و کیگان پل، ۱۹۸۴.
- ———. نظریه زیبایی‌شناسی. اد. گرتل آدورنو و رولف تیدمن ترانس. رابرت هالو-کنتور. مینیاپولیس: انتشارات دانشگاه مینه سوتا، ۱۹۹۷.
- ———. نظریه زیبایی‌شناسی. اد. گرتل آدورنو و رولف تیدمن ترانس. رابرت هالو-کنتور. لندن، نیویورک: Continuum، ۲۰۰۴.

## برای مطالعه بیش‌تر
- برنشتاین، جی.ام. سرنوشت هنر: بیگانگی زیبایی‌شناختی از کانت تا دریدا و آدورنو. دانشگاه پارک، PA: انتشارات دانشگاه ایالتی پنسیلوانیا، ۱۹۹۲. ۱۸۸–۲۷۴.
- ایگلتون، تری. «هنر پس از آشویتس: تئودور آدورنو». در ایدئولوژی زیبایی‌شناسی. آکسفورد: بلک‌ول، ۱۹۹۰. ۳۴۱–۶۵.
- هان، تام و لمبرت زویدروارت، ویرایش. شباهت ذهنیت: مقالاتی در نظریه زیبایی‌شناسی آدورنو. کمبریج، MA: انتشارات ام‌آی‌تی، ۱۹۹۱.
- جیمسون، فردریک. مارکسیسم متأخر: آدورنو یا تداوم دیالکتیک. لندن و نیویورک: ورسو. ۱۹۹۰.
- کافمن، رابرت. «رد کانت، یا تداوم «نقد» سوم در آدورنو و جیمسون». تحقیق انتقادی ۲۶.4 (2000): ۶۸۲–۷۲۴.
- نیکلسون، شیری وبر. تخیل دقیق، اثر متأخر: دربارهٔ زیبایی‌شناسی آدورنو. کمبریج، MA: انتشارات ام‌آی‌تی، ۱۹۹۷.
- زویدروارت، لامبرت. نظریه زیبایی‌شناختی آدورنو: رستگاری توهم. کمبریج، MA: انتشارات ام‌آی‌تی، ۱۹۹۱.